# 1899年香港潔淨局選舉
1899年香港潔淨局選舉，原預定於1899年12月18日舉行，目的為選出潔淨局中的兩個非官守議員議席。這場選舉只有在該年列在陪審團名單上的人士才擁有資格投票。
由於只有兩個候選人參選，因此這場選舉毋須舉辦，兩人自動當選為潔淨局非官守議員。在這次選舉中參選的兩人皆未曾參與之前的選舉。
威廉·哈特根及詹姆斯·麥基在1901年4月辭職，他們因抗議潔淨局獲下放的權力過少而感到不滿，從而透過辭職向政府表達他們的意願。

## 結果
| 1899年香港潔淨局選舉 |        |             |          |          |
| 政黨                 | 政黨   | 候選名單    | 票數     | 百份比   |
|                      | 無黨籍 | 威廉·哈特根 | 自動當選 | 自動當選 |
|                      | 無黨籍 | 詹姆斯·麥基 | 自動當選 | 自動當選 |